# Señorita (canción de Shawn Mendes y Camila Cabello)
«Señorita» es una canción del cantante canadiense Shawn Mendes y la cantante cubanomexicana Camila Cabello, fue lanzada como sencillo el 20 de junio de 2019, a través de Island Records. La canción fue escrita por Mendes y Cabello junto a Andrew Wotman, Benny Blanco, Ali Tamposi, Charli XCX, Jack Patterson y Cashmere Cat, mientras que la producción estuvo a cargo de este último y Blanco. Un vídeo musical para la canción fue estrenado el mismo día. Es la segunda colaboración entre Mendes y Cabello después de «I Know What You Did Last Summer» en 2015. «Señorita» obtuvo un gran recibimiento comercial, alcanzando el número uno en el Billboard Hot 100 de Estados Unidos, así como en otros treinta y cinco países, incluyendo Australia, Canadá y Reino Unido.

## Antecedentes y lanzamiento
En 2015, los dos cantantes colaboraron por primera vez en la canción «I Know What You Did Last Summer».
En diciembre de 2018, tanto Mendes como Cabello insinuaron sobre una posible colaboración. Para junio de 2019, comenzaron a hablar sobre el proyecto en las redes sociales. Subieron teasers del vídeo musical de la canción a sus respectivas cuentas de redes sociales el 19 de junio de 2019. Mendes confirmó la canción más tarde ese día y dio a conocer su fecha de lanzamiento junto a la portada. «Señorita» fue lanzada finalmente el 20 de junio de 2019 junto a un vídeo musical donde los dos intérpretes aparecen como protagonistas.

## Rendimiento comercial
«Señorita» debutó en el número dos de la lista estadounidense Billboard Hot 100 y semanas después alcanzó el puesto número uno, convirtiéndose en el primer número uno de Mendes en los Estados Unidos y el segundo número uno para Cabello después de «Havana» en 2018.Esto hizo de Cabello la única cantante mexicana con al menos dos canciones en el puesto número uno de la lista.
«Señorita» fue un éxito en las plataformas de streaming global. En Spotify, se convirtió en la canción más rápida en lograr alcanzar los 100, 200, 300, 400, 500, 600, 700, 800 y 900 millones y la segunda más rápida en alcanzar 1 billón de streams. También logró 9,9 millones de streams en un solo día convirtiéndose en la quinta canción con más stream en un solo día y la tercera canción más stream en una sola semana con 67,2 millones.[cita requerida] Además, se convirtió en la primera canción en la historia de dicha plataforma en obtener más de 60 millones de streams en cada una de sus primeras cinco semanas.
También es la canción más rápida en la historia en alcanzar un total de 1,500 millones de streams.[cita requerida]
La canción pasó 108 días en la cima de iTunes mundialmente, otros 102 días en Spotify y 124 días en Apple Music también mundialmente, convirtiendoce en una de las canciones que más tiempo han estado en la cima a nivel mundial de dichas plataformas digitales.[cita requerida]Siendo la tercera canción, después de Thank U, Next (canción de Ariana Grande) y 7 Rings

## Lista de canciones
- 7" y sencillo en CD[12][13]

| N.º | Título     | Duración |  |
| 1.  | «Señorita» | 3:10     |  |

- Descarga digital y Streaming[10]

| N.º | Título     | Duración |  |
| 1.  | «Señorita» | 3:10     |  |

## Vídeo musical
El video oficial de la canción se estrenó en YouTube el 20 de junio de 2019. El video, filmado en Los Ángeles, muestra a Mendes y Cabello recorriendo la ciudad. El video incluye partes del dúo en una habitación de hotel, en un restaurante donde trabaja el personaje de Cabello en el video, montando una motocicleta y bailando en una fiesta. Para febrero de 2020, el video ya sobrepasaba más de 900 millones de reproducciones y más de 14 millones de «me gusta» en YouTube, logrando convertirse en el video más rápido en la historia en llegar a esa cifra y siendo el noveno video más gustado en la plataforma. El 28 de abril de 2020, el video logró obtener más de un mil millón de reproducciones en la plataforma.

## Presentaciones en vivo
Mendes agregó la canción a su lista de canciones de su gira «Shawn Mendes: The Tour», cantándola junto a «I Know What You Did Last Summer» y «Mutual». El 26 de agosto, la pareja presentó por primera vez la canción juntos en los MTV Video Music Awards 2019. El 5 de septiembre, Cabello realizó una versión acústica de la canción en Elle's Women in Music Party presentada por Spotify. El 6 de septiembre, durante el «Shawn Mendes: The Tour» en Toronto, Cabello fue la invitada especial e interpretaron la canción. Cabello también interpretó la canción en solitario durante el iHeartRadio Music Festival 2019 y en un concierto privado para sus fanáticos organizado por Verizon. El 24 de noviembre presentaron la canción en los American Music Awards.

## Créditos
Créditos adaptados para Tidal.
- Shawn Mendes - vocalista, compositor, guitarra
- Camila Cabello - vocalista, compositora
- Charli XCX - compositora
- Ali Tamposi - compositora
- Jack Patterson - compositor
- Benny Blanco - compositor, productor, programador, teclados
- Cashmere Cat - compositor, productor, programador, teclados,
- Watt - voces secundarias, compositor, productor adicional, programador, bajo, guitarra
- Paul Lamalfa - ingeniero, personal del estudio.
- Zubin Thakkar - ingeniero vocal, personal del estudio
- Serban Ghenea - mezclador, personal de estudio
- John Hanes - ingeniero de mezcla, personal del estudio

## Premios y nominaciones
| Año  | Premiación               | Categoría                             | Resultado | Ref.   |
| ---- | ------------------------ | ------------------------------------- | --------- | ------ |
| 2019 | MTV Video Music Awards   | Mejor colaboración                    | Ganadora  | [ 20 ] |
| 2019 | MTV Video Music Awards   | Mejor fotografía                      | Ganadora  | [ 20 ] |
| 2019 | MTV Video Music Awards   | Mejor dirección de arte               | Nominada  | [ 20 ] |
| 2019 | MTV Video Music Awards   | Mejor coreografía                     | Nominada  | [ 20 ] |
| 2019 | MTV Video Music Awards   | Canción del verano                    | Nominada  | [ 20 ] |
| 2019 | Premios Teen Choice      | Canción del verano                    | Ganadora  | [ 21 ] |
| 2019 | Meus Prêmios Nick        | Éxito internacional favorito          | Nominada  | [ 22 ] |
| 2019 | BreakTudo Music Awards   | Hit Internacional                     | Nominada  | [ 23 ] |
| 2019 | BreakTudo Music Awards   | Boom Vídeo del año                    | Nominada  | [ 23 ] |
| 2019 | People's Choice Awards   | Canción del año                       | Ganadora  | [ 24 ] |
| 2019 | People's Choice Awards   | Vídeo del año                         | Nominada  | [ 24 ] |
| 2019 | LOS40 Music Awards       | Canción internacional del año         | Nominada  | [ 25 ] |
| 2019 | NRJ Music Awards         | Canción internacional del año         | Ganadora  | [ 26 ] |
| 2019 | MTV Europe Music Awards  | Mejor colaboración                    | Nominada  | [ 27 ] |
| 2019 | MTV Europe Music Awards  | Mejor canción                         | Nominada  | [ 27 ] |
| 2019 | American Music Awards    | Colaboración del año                  | Ganadora  | [ 28 ] |
| 2020 | Grammy Awards            | Mejor interpretación pop dúo o grupal | Nominada  | [ 29 ] |
| 2020 | iHeartRadio Music Awards | Canción del año                       | Nominada  | [ 30 ] |
| 2020 | iHeartRadio Music Awards | Mejor colaboración                    | Ganadora  | [ 30 ] |
| 2020 | iHeartRadio Music Awards | Mejor letra                           | Nominada  | [ 30 ] |
| 2020 | iHeartRadio Music Awards | Mejor video                           | Nominada  | [ 30 ] |
| 2020 | iHeartRadio Music Awards | Mejor coreografía                     | Nominada  | [ 30 ] |

## Posicionamiento en listas
| Lista (2019)                                      | Mejor posición |
| ------------------------------------------------- | -------------- |
| Alemania (Official German Charts)                 | 1              |
| Argentina (Monitor Latino Top 20 General)         | 1              |
| Australia (ARIA)                                  | 1              |
| Austria (Ö3 Austria Top 40)                       | 1              |
| Bielorrusia (Unistar Radio Top 20)                | 1              |
| Bélgica (Flandes) (Ultratop 50)                   | 2              |
| Bélgica (Valonia) (Ultratop 50)                   | 1              |
| Bolivia (Monitor Latino Top 20 General)           | 3              |
| Bulgaria (PROPHON)                                | 1              |
| Canadá (Billboard Hot 100)                        | 1              |
| Canadá (Billboard CHR/Top 40)                     | 1              |
| Canadá (Billboard Hot AC)                         | 1              |
| Canadá (Billboard AC)                             | 1              |
| Chile (Monitor Latino Top 20 Anglo)               | 2              |
| China (Billboard Airplay/FL)                      | 1              |
| Comunidad de Estados Independientes (Tophit)      | 1              |
| Dinamarca (Tracklisten)                           | 1              |
| España (PROMUSICAE)                               | 3              |
| España (Los40 España)                             | 1              |
| España (PROMUSICAE Radios Top 50)                 | 1              |
| Estados Unidos (Billboard Hot 100)                | 1              |
| Estados Unidos (Billboard Adult Top 40)           | 1              |
| Estados Unidos (Billboard Adult Contemporary)     | 4              |
| Estados Unidos (Billboard Mainstream Top 40)      | 1              |
| Estados Unidos (Billboard Dance/Mix Show Airplay) | 2              |
| Estados Unidos (Billboard Digital Song Sales)     | 2              |
| Estados Unidos (Billboard Radio Songs)            | 1              |
| Estados Unidos (Rolling Stone Top 100)            | 2              |
| Finlandia (OFC)                                   | 1              |
| Nueva Zelanda (Recorded Music NZ)                 | 1              |
| Reino Unido (UK Singles Chart)                    | 1              |
| Uruguay (Monitor Latino Top 20 General)           | 3              |
| Venezuela (Record Report Top Anglo)               | 1              |

## Certificaciones
| País (organismo certificador) | Certificación               | Ventas    |
| ----------------------------- | --------------------------- | --------- |
| Alemania (BVMI)               | Platino                     | 400 000   |
| Australia (ARIA)              | 3× Platino                  | 210 000   |
| Austria (IFPI)                | Oro                         | 15 000    |
| Bélgica (BEA)                 | 2× Platino                  | 80 000    |
| Brasil (PMB)                  | 3× Diamante                 | 480 000   |
| Canadá (Music Canada)         | 5× Platino                  | 400 000   |
| Dinamarca (IFPI)              | 2× Platino                  | 180 000   |
| España (PROMUSICAE)           | 3× Platino                  | 120 000   |
| Estados Unidos (RIAA)         | Platino                     | 1 000     |
| Francia (SNEP)                | Diamante                    | 250 000   |
| Italia (FIMI)                 | 3× Platino                  | 150 000   |
| México (AMPROFON)             | 2× Platino + Diamante + Oro | 450 000   |
| Nueva Zelanda (RIANZ)         | 2× Platino                  | 60 000    |
| Polonia (ZPAV)                | 4× Platino                  | 80 000    |
| Portugal (AFP)                | 2× Platino                  | 40 000    |
| Reino Unido (BPI)             | 2× Platino                  | 1 200 000 |

## Lanzamientos
| Región         | Fecha                    | Formato                      | Discográfica                    | Ref.   |
| -------------- | ------------------------ | ---------------------------- | ------------------------------- | ------ |
| Varios         | 20 de junio de 2019      | Descarga digital Streaming   | Island Records                  |        |
| Estados Unidos | 24 de junio de 2019      | Hot adult contemporary radio | Island Records Republic Records | [ 80 ] |
| Estados Unidos | 25 de junio de 2019      | Contemporary hit radio       | Island Records Republic Records | [ 81 ] |
| Estados Unidos | 25 de septiembre de 2019 | 7" Sencillo en CD            | Island Records Universal Music  | [ 82 ] |
| Canadá         | 25 de septiembre de 2019 | 7" Sencillo en CD            | Island Records Universal Music  | [ 83 ] |
| Reino Unido    | 25 de septiembre de 2019 | 7" Sencillo en CD            | Island Records Universal Music  | [ 84 ] |
| Estados Unidos | 25 de septiembre de 2019 | Disco con imagen Casete      | Island Records Universal Music  | [ 85 ] |